# Thelairoleskia bicolor
Thelairoleskia bicolor là một loài ruồi trong họ Tachinidae.